# Хронологія світових рекордів на дистанції 400 метрів комплексним плаванням
У цій статті подано хронологію світових рекордів з плавання на дистанції 400 метрів комплексним плаванням на довгій (50 м) та короткій воді (25 м). Ці рекорди реєструє/визнає Міжнародна федерація плавання (ФІНА), яка наглядає за міжнародними змаганнями з водних видів спорту. Рекорди на довгій воді ФІНА визнала 1957 року (серед чоловіків) і 1958 року (серед жінок). Рекорди на короткій воді визнано 3 березня 1991 року.
Різке поліпшення світових рекордів у 2008/2009 роках збіглося в часі з запровадженням поліуретанових плавальних костюмів фірм Speedo (LZR, 50% поліуретану) 2008 року та Arena (X-Glide), Adidas (Hydrofoil), Jaked (всі зі 100% поліуретану) 2009 року. У січні 2010 ФІНА заборонила плавальні костюми зроблені з будь-якого матеріалу окрім текстилю. Крім того, FINA опублікувала список дозволених плавальних костюмів.

## Чоловіки

### На довгій воді
| Час     | Плавець             | Дата            | Місце                                                         |
| ------- | ------------------- | --------------- | ------------------------------------------------------------- |
| 5:15.6  | Ґарі Гайнріх        | 27 серпня 1957  | Філадельфія (США)                                             |
| 5:12.9  | Володимир Стружанов | 20 жовтня 1957  | Москва, Союз Радянських Соціалістичних Республік              |
| 5:08.8  | Ієн Блек            | 6 червня 1959   | Кардіфф, Велика Британія                                      |
| 5:07.8  | Джордж Гаррісон     | 24 червня 1960  | Лос-Анджелес                                                  |
| 5:05.3  | Джордж Гаррісон     | 24 червня 1960  | Лос-Анджелес                                                  |
| 5:04.5  | Денніс Ронсавілл    | 22 липня 1960   | Толідо (США)                                                  |
| 5:04.3  | Тед Стіклз          | 1 липня 1961    | Чикаго                                                        |
| 4:55.6  | Тед Стіклз          | 18 серпня 1961  | Лос-Анджелес                                                  |
| 4:53.8  | Ґергард Гец         | 24 травня 1962  | Москва, Союз Радянських Соціалістичних Республік              |
| 4:51.4  | Тед Стіклз          | 30 червня 1962  | Чикаго                                                        |
| 4:51.0  | Тед Стіклз          | 12 липня 1962   | Луїсвілл (США)                                                |
| 4:50.2  | Ґергард Гец         | 12 жовтня 1963  | Токіо                                                         |
| 4:48.6  | Дік Рот             | 31 липня 1964   | Лос-Алтос (США)                                               |
| 4:45.4  | Дік Рот             | 14 жовтня 1964  | Токіо                                                         |
| 4:45.3  | Андрій Дунаєв       | 3 квітня 1968   | Таллінн, Союз Радянських Соціалістичних Республік             |
| 4:45.1  | Ґреґ Бекінгем       | 6 липня 1968    | Санта-Клара (США)                                             |
| 4:43.4  | Ґері Голл-старший   | 20 липня 1968   | Лос-Анджелес                                                  |
| 4:43.3  | Чарлі Гіккокс       | 30 серпня 1968  | Лонг-Біч (США)                                                |
| 4:39.0  | Чарлі Гіккокс       | 30 серпня 1968  | Лонг-Біч (США)                                                |
| 4:38.7  | Ґері Голл-старший   | 11 липня 1969   | Санта-Клара (США)                                             |
| 4:33.9  | Ґері Голл-старший   | 15 серпня 1969  | Луїсвілл (США)                                                |
| 4:31.0  | Ґері Голл-старший   | 21 серпня 1970  | Лос-Анджелес                                                  |
| 4:30.81 | Ґері Голл-старший   | 3 серпня 1972   | Чикаго                                                        |
| 4:28.89 | Андраш Харгітай     | 20 серпня 1974  | Відень                                                        |
| 4:26.00 | Золтан Веррасто     | 2 квітня 1976   | Лонг-Біч (США)                                                |
| 4:23.68 | Род Стрекен         | 25 липня 1976   | Монреаль                                                      |
| 4:23.39 | Джесс Вассалло      | 4 серпня 1978   | Зе-Вудлендс (США)                                             |
| 4:20.05 | Джесс Вассалло      | 28 серпня 1978  | Західний Берлін, Федеративна Республіка Німеччина (1949—1990) |
| 4:19.78 | Рікардо Прадо       | 8 серпня 1982   | Гуаякіль                                                      |
| 4:19.61 | Єнс-Петер Берндт    | 23 травня 1984  | Магдебург, Німецька Демократична Республіка                   |
| 4:17.53 | Алекс Бауманн       | 17 червня 1984  | Етобіко, Канада                                               |
| 4:17.41 | Алекс Бауманн       | 30 липня 1984   | Лос-Анджелес                                                  |
| 4:16.12 | Девід Вортон        | 14 серпня 1987  | Брисбен                                                       |
| 4:15.42 | Тамаш Дарньї        | 19 серпня 1987  | Страсбург                                                     |
| 4:14.75 | Тамаш Дарньї        | 21 вересня 1988 | Сеул                                                          |
| 4:12.36 | Тамаш Дарньї        | 8 січня 1991    | Перт (Австралія)                                              |
| 4:12.30 | Том Долан           | 11 вересня 1994 | Рим                                                           |
| 4:11.76 | Том Долан           | 17 вересня 2000 | Сідней                                                        |
| 4:11.09 | Майкл Фелпс         | 15 серпня 2002  | Форт-Лодердейл (США)                                          |
| 4:10.73 | Майкл Фелпс         | 7 квітня 2003   | Індіанаполіс (США)                                            |
| 4:09.09 | Майкл Фелпс         | 27 липня 2003   | Барселона                                                     |
| 4:08.41 | Майкл Фелпс         | 7 липня 2004    | Лонг-Біч (США)                                                |
| 4:08.26 | Майкл Фелпс         | 14 серпня 2004  | Афіни                                                         |
| 4:06.22 | Майкл Фелпс         | 1 квітня 2007   | Мельбурн                                                      |
| 4:05.25 | Майкл Фелпс         | 29 червня 2008  | Омаха (США)                                                   |
| 4:03.84 | Майкл Фелпс         | 10 серпня 2008  | Пекін                                                         |
| 4:02.50 | Леон Маршан         | 23 липня 2023   | Фукуока (Японія)                                              |

### На короткій воді
| Час     | Плавець               | Країна     | Дата            | Місце проведення                   |
| ------- | --------------------- | ---------- | --------------- | ---------------------------------- |
| 4:08.77 | Лука Саккі            | Італія     | 29 лютого 1992  | Пальма, Іспанія                    |
| 4:07.10 | Яні Сієвінен          | Фінляндія  | 9 лютого 1993   | Мальме, Швеція                     |
| 4:06.03 | Яні Сієвінен          | Фінляндія  | 20 січня 1996   | Лаппеенранта, Фінляндія            |
| 4:05.59 | Марсел Вауда          | Нідерланди | 1 лютого 1997   | Гельзенкірхен, Німеччина           |
| 4:05.41 | Марсел Вауда          | Нідерланди | 8 лютого 1997   | Париж                              |
| 4:04.24 | Метью Данн            | Австралія  | 24 вересня 1998 | Перт (Австралія)                   |
| 4:02.72 | Браян Джонс (плавець) | Канада     | 23 лютого 2003  | Вікторія (Британська Колумбія)     |
| 4:00.37 | Ласло Чех             | Угорщина   | 9 грудня 2005   | Трієст                             |
| 3:59.33 | Ласло Чех             | Угорщина   | 14 грудня 2007  | Дебрецен, Угорщина                 |
| 3:57.27 | Ласло Чех             | Угорщина   | 11 грудня 2009  | Стамбул, Туреччина                 |
| 3:55.50 | Раян Лохте            | США        | 16 грудня 2010  | Дубай, Об'єднані Арабські Емірати  |
| 3:54.81 | Сето Дайя             | Японія     | 20 грудня 2019  | Лас-Вегас, Сполучені Штати Америки |

## Жінки

### На довгій воді
| Час     | Плавчиня        | Дата            | Місце                                                         |
| ------- | --------------- | --------------- | ------------------------------------------------------------- |
| 5:46.6  | Сильвія Рууска  | 27 червня 1958  | Лос-Анджелес                                                  |
| 5:43.7  | Сильвія Рууска  | 1 серпня 1958   | Топіка (США)                                                  |
| 5:41.1  | Сильвія Рууска  | 24 лютого 1959  | Мельбурн (Австралія)                                          |
| 5:40.2  | Сильвія Рууска  | 17 July 1959    | Реддінг (США)                                                 |
| 5:36.5  | Донна де Варона | 15 липня 1960   | Індіанаполіс (США)                                            |
| 5:34.5  | Донна де Варона | 11 серпня 1961  | Філадельфія (США)                                             |
| 5:29.7  | Донна де Варона | 2 червня 1962   | Лос-Алтос (США)                                               |
| 5:27.4  | Шерон Фіннеран  | 26 липня 1962   | Осака                                                         |
| 5:24.7  | Донна де Варона | 26 липня 1962   | Осака                                                         |
| 5:21.9  | Шерон Фіннеран  | 28 липня 1962   | Осака                                                         |
| 5:16.5  | Донна де Варона | 10 березня 1964 | Ліма                                                          |
| 5:14.9  | Донна де Варона | 30 серпня 1964  | Нью-Йорк                                                      |
| 5:11.7  | Клаудія Колб    | 9 липня 1967    | Санта-Клара (США)                                             |
| 5:09.7  | Клаудія Колб    | 1 серпня 1967   | Вінніпег, Канада                                              |
| 5:08.2  | Клаудія Колб    | 19 серпня 1967  | Філадельфія (США)                                             |
| 5:04.7  | Клаудія Колб    | 24 серпня 1968  | Лос-Анджелес                                                  |
| 5:02.97 | Ґейл Нілл       | 9 липня 1972    | Мюнхен, Федеративна Республіка Німеччина (1949—1990)          |
| 5:01.10 | Анґела Франке   | 18 серпня 1973  | Утрехт, Нідерланди                                            |
| 4:57.51 | Ґудрун Веґнер   | 6 вересня 1973  | Белград, Югославія                                            |
| 4:52.42 | Ульріке Таубер  | 21 серпня 1974  | Відень, Австрія                                               |
| 4:52.20 | Ульріке Таубер  | 7 червня 1975   | Віттенберг, Федеративна Республіка Німеччина (1949—1990)      |
| 4:48.79 | Бірґіт Трайбер  | 1 червня 1976   | Східний Берлін, Німецька Демократична Республіка              |
| 4:42.77 | Ульріке Таубер  | 24 липня 1976   | Монреаль, Канада                                              |
| 4:40.83 | Трейсі Колкінс  | 23 серпня 1978  | Західний Берлін, Федеративна Республіка Німеччина (1949—1990) |
| 4:39.96 | Петра Шнайдер   | 30 березня 1980 | Санкт-Петербург, Союз Радянських Соціалістичних Республік     |
| 4:38.44 | Петра Шнайдер   | 27 травня 1980  | Магдебург, Німецька Демократична Республіка                   |
| 4:36.29 | Петра Шнайдер   | 26 липня 1980   | Москва, Союз Радянських Соціалістичних Республік              |
| 4:36.10 | Петра Шнайдер   | 1 серпня 1982   | Гуаякіль, Еквадор                                             |
| 4:34.79 | Chen Yan        | 13 жовтня 1997  | Шанхай, КНР                                                   |
| 4:33.59 | Яна Клочкова    | 16 вересня 2000 | Сідней                                                        |
| 4:32.89 | Кейті Гофф      | 1 квітня 2007   | Мельбурн                                                      |
| 4:31.46 | Стефані Райс    | 22 березня 2008 | Сідней                                                        |
| 4:31.12 | Кейті Гофф      | 29 червня 2008  | Омаха (США)                                                   |
| 4:29.45 | Стефані Райс    | 10 серпня 2008  | Пекін                                                         |
| 4:28.43 | Є Шивень        | 28 липня 2012   | Лондон                                                        |
| 4:26.36 | Катінка Хоссу   | 6 серпня 2016   | Ріо-де-Жанейро                                                |
| 4:24.38 | Саммер Макінтош | 16 травня 2024  | Торонто, Канада                                               |
| 4:23.65 | Саммер Макінтош | 11 червня 2025  | Вікторія , Канада                                             |

### На короткій воді
| # | Час     |  | Ім'я            | Країна   | Дата              | Змагання                          | Місце                            | Пос.  |
| - | ------- |  | --------------- | -------- | ----------------- | --------------------------------- | -------------------------------- | ----- |
|   | 4:29.00 |  | Дай Ґохун       | Китай    | 2 грудня 1993     | Чемпіонат світу на короткій воді  | Пальма (місто), Іспанія          |       |
|   | 4:27.83 |  | Яна Клочкова    | Україна  | 20 січня 2002     | Етап Кубка світу                  | Париж, Франція                   |       |
|   | 4:26.52 |  | Керсті Ковентрі | Зімбабве | 9 квітня 2008     | Чемпіонат світу на короткій воді  | Манчестер, Об'єднане Королівство |       |
|   | 4:25.87 |  | Джулія Сміт     | США      | 28 листопада 2008 | Кубок Канади                      | Торонто, Канада                  |       |
|   | 4:25.06 |  | Мірея Бельмонте | Іспанія  | 14 грудня 2008    | Чемпіонат Європи на короткій воді | Рієка, Хорватія                  |       |
|   | 4:22.80 |  | Катерін Міклім  | ПАР      | 22 листопада 2009 | Етап Кубка світу                  | Сінгапур                         |       |
|   | 4:21.04 |  | Джулія Сміт     | США      | 18 грудня 2009    | Duel in the Pool                  | Манчестер, Об'єднане Королівство |       |
|   | 4:20.85 |  | Катінка Хоссу   | Угорщина | 11 серпня 2013    | Кубок світу                       | Берлін, Німеччина                | [ 3 ] |
|   | 4:20.83 |  | Катінка Хоссу   | Угорщина | 28 серпня 2014    | Кубок світу                       | Доха, Катар                      | [ 4 ] |
|   | 4:19.86 |  | Мірея Бельмонте | Іспанія  | 3 грудня 2014     | Чемпіонат світу                   | Доха, Катар                      | [ 5 ] |
|   | 4:19.46 |  | Катінка Хоссу   | Угорщина | 2 грудня 2015     | Чемпіонат Європи                  | Нетанья, Ізраїль                 | [ 6 ] |
|   | 4:18.94 |  | Мірея Бельмонте | Іспанія  | 12 серпня 2017    | Кубок світу                       | Ейндговен, Нідерланди            | [ 7 ] |

## Найкращі 25 за увесь час

### Чоловіки на довгій воді
- Актуально станом на березень 2024[8]

| Міс. | Час     | Плавець                   | Дата              | Місце          | Пос.   |
| ---- | ------- | ------------------------- | ----------------- | -------------- | ------ |
| 1    | 4:02.50 | Леон Маршан (FRA)         | 23 липня 2023     | Фукуока        | [ 9 ]  |
| 2    | 4:03.84 | Майкл Фелпс (USA)         | 10 серпня 2008    | Пекін          | [ 10 ] |
| 3    | 4:05.18 | Раян Лохте (USA)          | 28 липня 2012     | Лондон         | [ 11 ] |
| 4    | 4:05.90 | Чейз Каліш (USA)          | 30 липня 2017     | Будапешт       | [ 12 ] |
| 5    | 4:06.05 | Хаґіно Косуке (JPN)       | 6 серпня 2016     | Ріо-де-Жанейро | [ 13 ] |
| 6    | 4:06.09 | Сето Дайя (JPN)           | 25 січня 2020     | Токіо          |        |
| 7    | 4:06.16 | Ласло Чех (HUN)           | 10 серпня 2008    | Пекін          | [ 14 ] |
| 8    | 4:06.56 | Карсон Фостер (USA)       | 18 червня 2022    | Будапешт       | [ 15 ] |
| 8    | 4:06.56 | Карсон Фостер (USA)       | 23 липня 2023     | Фукуока        | [ 9 ]  |
| 9    | 4:06.96 | Тайлер Клері (USA)        | 7 липня 2009      | Індіанаполіс   | [ 15 ] |
| 10   | 4:07.47 | Давид Веррасто (HUN)      | 24 червня 2017    | Рим            | [ 16 ] |
| 11   | 4:08.05 | Ілля Бородін (RUS)        | 25 липня 2022     | Казань         | [ 17 ] |
| 12   | 4:08.70 | Льюїс Клербурт (NZL)      | 30 липня 2022     | Бірмінгем      | [ 18 ] |
| 13   | 4:08.86 | Тьяго Перейра (BRA)       | 2 серпня 2009     | Рим            | [ 15 ] |
| 13   | 4:08.86 | Тьяго Перейра (BRA)       | 28 липня 2012     | Лондон         | [ 11 ] |
| 14   | 4:09.10 | Ван Шунь (CHN)            | 4 вересня 2013    | Шеньян         | [ 19 ] |
| 15   | 4:09.18 | Данкан Скотт (GBR)        | 7 квітня 2022     | Шеффілд        | [ 20 ] |
| 16   | 4:09.22 | Джей Літерланд (USA)      | 28 липня 2019     | Кванджу        |        |
| 17   | 4:09.27 | Брендон Сміт (AUS)        | 24 липня 2021     | Токіо          |        |
| 18   | 4:09.29 | Альберто Радзетті (ITA)   | 30 листопада 2023 | Риччоне        | [ 21 ] |
| 19   | 4:09.55 | Роберт Фінк (USA)         | 29 червня 2023    | Індіанаполіс   | [ 22 ] |
| 20   | 4:09.62 | Макс Літчфілд (GBR)       | 30 липня 2017     | Будапешт       | [ 12 ] |
| 21   | 4:09.88 | Лука Марін (ITA)          | 1 квітня 2007     | Мельбурн       | [ 23 ] |
| 22   | 4:09.98 | Хонда Томору (JPN)        | 30 листопада 2023 | Токіо          | [ 24 ] |
| 23   | 4:10.04 | Томоюкі Мацушіта (JPN)    | 18 березня 2024   | Токіо          | [ 25 ] |
| 24   | 4:10.14 | Томас Фрейзер-Голмс (AUS) | 3 травня 2013     | Аделаїда       | [ 26 ] |
| 25   | 4:10.18 | Ян Чжисянь (CHN)          | 24 вересня 2014   | Інчхон         | [ 27 ] |

#### Нотатки
Нижче подано список інших часів, однакових або кращих за 4:10.18:
- Леон Маршан проплив ще за 4:04.28 (2022), 4:07.80 (2023), 4:09.09 (2022), 4:09.65 (2021), 4:10.09 (2021).
- Майкл Фелпс проплив ще за 4:05.25 (2008), 4:06.22 (2007), 4:07.82 (2008), 4:07.89 (2012), 4:08.26 (2004), 4:08.41 (2004), 4:09.09 (2003), 4:09.28 (2012), 4:10.16 (2006).
- Раян Лохте проплив ще за 4:06.08 (2008), 4:06.40 (2009), 4:07.01 (2009), 4:07.06 (2012), 4:07.13 (2011), 4:07.59 (2010), 4:08.09 (2008), 4:08.77 (2010), 4:09.74 (2007), 4:09.98 (2010).
- Чейз Каліш проплив ще за 4:06.75 (2016), 4:06.99 (2017), 4:07.47 (2022), 4:07.95 (2018), 4:08.12 (2016), 4:08.22 (2023), 4:08.25 (2018), 4:08.92 (2018), 4:09.09 (2021), 4:09.22 (2013), 4:09.42 (2021), 4:09.43 (2017), 4:09.54 (2016), 4:09.62 (2014), 4:09.65 (2021), 4:09.67 (2017), 4:09.79 (2017), 4:10.05 (2015), 4:10.09 (2022).
- Тайлер Клері проплив ще за 4:07.31 (2009), 4:09.03 (2014), 4:09.20 (2010), 4:09.51 (2014), 4:09.55 (2010), 4:09.92 (2012), 4:10.04 (2009).
- Ласло Чех проплив ще за 4:07.37 (2009), 4:07.96 (2008), 4:09.26 (2008), 4:09.59 (2008), 4:09.63 (2005), 4:09.86 (2006), 4:10.10 (2005).
- Хаґіно Косуке проплив ще за 4:07.61 (2013), 4:07.75 (2014), 4:07.88 (2014), 4:08.31 (2014), 4:08.54 (2015), 4:08.85 (2016), 4:08.90 (2016), 4:08.94 (2012), 4:09.06 (2016), 4:09.52 (2016), 4:09.62 (2014), 4:09.80 (2016), 4:09.82 (2014), 4:10.00 (2016), 4:10.01 (2012).
- Сето Дайя проплив ще за 4:07.92 (2023), 4:07.95 (2019), 4:07.99 (2017), 4:08.47 (2016), 4:08.50 (2015), 4:08.69 (2013), 4:08.79 (2018), 4:08.95 (2019), 4:08.98 (2018), 4:09.02 (2021), 4:09.07 (2022), 4:09.14 (2017), 4:09.25 (2019), 4:09.41 (2023), 4:09.62 (2019), 4:09.71 (2016), 4:09.88 (2021), 4:09.98 (2019), 4:10.04 (2015, 2019), 4:10.10 (2012), 4:10.14 (2022), 4:10.17 (2016), 4:10.18 (2017).
- Карсон Фостер проплив ще за 4:08.14 (2023), 4:08.46 (2021), 4:09.33 (2022), 4:09.60 (2022), 4:09.69 (2023), 4:09.83 (2023).
- Давид Веррасто проплив ще за 4:08.38 (2017), 4:09.57 (2021), 4:09.80 (2021), 4:09.90 (2015), 4:10.01 (2017).
- Ілля Бородін проплив ще за 4:09.12 (2023), 4:09.80 (2023), 4:09.86 (2022), 4:10.02 (2021).
- Джей Літерланд проплив ще за 4:09.31 (2017), 4:09.91 (2021).
- Тьяго Перейра проплив ще за 4:09.48 (2013).
- Льюїс Клербурт проплив ще за 4:09.49 (2021), 4:09.72 (2024), 4:09.87 (2021).
- Альберто Радзетті проплив ще за 4:09.91 (2021).
- Брендон Сміт проплив ще за 4:10.04 (2021), 4:10.15 (2022).
- Ван Шунь проплив ще за 4:10.13 (2019).

### Чоловіки на короткій воді
- Актуально станом на грудень 2023[28]

| Міс. | Час     | Плавець                   | Дата              | Місце      | Пос.   |
| ---- | ------- | ------------------------- | ----------------- | ---------- | ------ |
| 1    | 3:54.81 | Сето Дайя (JPN)           | 20 грудня 2019    | Лвс-Вегас  |        |
| 2    | 3:55.50 | Раян Лохте (USA)          | 16 грудня 2010    | Дубай      |        |
| 3    | 3:56.47 | Ілля Бородін (RUS)        | 20 грудня 2021    | Абу-Дабі   | [ 29 ] |
| 4    | 3:56.48 | Хаґіно Косуке (JPN)       | 13 січня 2014     | Токіо      | [ 30 ] |
| 5    | 3:57.01 | Альберто Радзетті (ITA)   | 10 грудня 2023    | Отопень    | [ 31 ] |
| 6    | 3:57.27 | Ласло Чех (HUN)           | 11 грудня 2009    | Стамбул    |        |
| 7    | 3:57.40 | Уссама Меллулі (TUN)      | 16 грудня 2010    | Дубай      |        |
| 8    | 3:57.56 | Тайлер Клері (USA)        | 16 грудня 2010    | Дубай      |        |
| 9    | 3:57.63 | Карсон Фостер (USA)       | 17 грудня 2022    | Мельбурн   | [ 32 ] |
| 10   | 3:57.91 | Томас Фрейзер-Голмс (AUS) | 28 листопада 2015 | Сідней     |        |
| 11   | 3:59.21 | Метью Сейтс (RSA)         | 17 грудня 2022    | Мельбурн   | [ 32 ] |
| 12   | 3:59.23 | Чад ле Клос (RSA)         | 9 листопада 2013  | Токіо      |        |
| 13   | 3:59.33 | Брендон Сміт (AUS)        | 30 вересня 2021   | Неаполь    | [ 33 ] |
| 14   | 3:59.47 | Петер Бернек (HUN)        | 14 грудня 2017    | Копенгаген |        |
| 15   | 3:59.81 | Данкан Скотт (GBR)        | 20 грудня 2019    | Лвс-Вегас  |        |
| 16   | 3:59.90 | Конор Дваєр (USA)         | 10 серпня 2013    | Берлін     |        |
| 17   | 3:59.99 | Ван Шунь (CHN)            | 17 листопада 2018 | Сінгапур   |        |
| 18   | 4:00.10 | Давид Веррасто (HUN)      | 11 грудня 2009    | Стамбул    |        |
| 19   | 4:00.18 | Макс Літчфілд (GBR)       | 16 грудня 2018    | Шеффілд    |        |
| 20   | 4:00.55 | Гал Нево (ISR)            | 11 грудня 2009    | Стамбул    |        |
| 21   | 4:00.63 | Тьяго Перейра (BRA)       | 17 листопада 2007 | Берлін     |        |
| 22   | 4:00.89 | Кайто Табучі (JPN)        | 16 жовтня 2021    | Токіо      | [ 34 ] |
| 23   | 4:01.44 | Давід Шліхт (AUS)         | 25 серпня 2022    | Сідней     | [ 35 ] |
| 24   | 4:01.49 | Майкл Фелпс (USA)         | 22 грудня 2011    | Берлін     |        |
| 25   | 4:01.63 | Джо Робак (GBR)           | 11 грудня 2009    | Стамбул    |        |

#### Нотатки
Нижче подано список інших часів, однакових або кращих за 4:01.63:
- Сето Дайя проплив ще за 3:55.53 (2019), 3:55.75 (2022), 3:56.26 (2021), 3:56.33 (2014), 3:56.43 (2018), 3:57.25 (2018), 3:57.66 (2017), 3:57.85 (2021), 3:58.20 (2017), 3:58.65 (2021), 3:58.84 (2013), 3:59.01 (2021), 3:59.15 (2012), 3:59.20 (2014), 3:59.24 (2016), 4:00.35 (2022), 4:00.49 (2021), 4:00.84 (2021).
- Карсон Фостер проплив ще за 3:57.99 (2021), 4:01.34 (2022).
- Томас Фрейзер-Голмс проплив ще за 3:58.69 (2014).
- Ілля Бородін проплив ще за 3:58.83 (2021), 3:59.57 (2021).
- Ласло Чех проплив ще за 3:59.33 (2007), 4:00.37 (2005).
- Альберто Радзетті проплив ще за 3:59.57 (2021), 4:00.34 (2021), 4:00.45 (2022), 4:01.57 (2021).
- Данкан Скотт проплив ще за 4:00.17 (2023).
- Брендон Сміт проплив ще за 4:01.11 (2022).
- Хаґіно Косуке проплив ще за 4:01.17 (2014).

### Жінки на довгій воді
- Актуально станом на липень 2023[36]

| Міс. | Час     | Плавчиня               | Дата            | Місце          | Пос.   |
| ---- | ------- | ---------------------- | --------------- | -------------- | ------ |
| 1    | 4:25.87 | Саммер Макінтош (CAN)  | 1 квітня 2023   | Торонто        | [ 37 ] |
| 2    | 4:26.36 | Катінка Хоссу (HUN)    | 6 серпня 2016   | Ріо-де-Жанейро |        |
| 3    | 4:28.43 | Є Шивень (CHN)         | 28 липня 2012   | Лондон         |        |
| 4    | 4:29.45 | Стефані Райс (AUS)     | 10 серпня 2008  | Пекін          |        |
| 5    | 4:29.89 | Керсті Ковентрі (ZIM)  | 10 серпня 2008  | Пекін          |        |
| 6    | 4:30.43 | Лі Сюаньсюй (CHN)      | 17 жовтня 2009  | Цзінань        |        |
| 7    | 4:30.82 | Охасі Юї (JPN)         | 8 квітня 2018   | Токіо          |        |
| 8    | 4:30.85 | Ці Хуей (CHN)          | 17 жовтня 2009  | Цзінань        |        |
| 9    | 4:31.12 | Кейті Гофф (USA)       | 29 червня 2008  | Омаха          |        |
| 10   | 4:31.15 | Майя Дірадо (USA)      | 6 серпня 2016   | Ріо-де-Жанейро |        |
| 11   | 4:31.21 | Мірея Бельмонте (ESP)  | 4 серпня 2013   | Барселона      |        |
| 12   | 4:31.27 | Елізабет Бейсел (USA)  | 28 липня 2012   | Лондон         |        |
| 13   | 4:31.33 | Ганна Майлі (GBR)      | 20 березня 2009 | Шеффілд        |        |
| 14   | 4:31.41 | Кейті Ґраймс (USA)     | 30 липня 2023   | Фукуока        | [ 38 ] |
| 15   | 4:31.68 | Кейлі Маккіон (AUS)    | 13 травня 2023  | Сідней         | [ 39 ] |
| 16   | 4:32.30 | Дженна Форрестер (AUS) | 30 липня 2023   | Фукуока        | [ 38 ] |
| 17   | 4:32.52 | Емілі Оверголт (CAN)   | 9 серпня 2015   | Казань         |        |
| 18   | 4:32.53 | Мелані Маргаліс (USA)  | 6 березня 2020  | Де-Мойн        |        |
| 19   | 4:32.76 | Емма Веянт (USA)       | 25 липня 2021   | Токіо          |        |
| 20   | 4:32.88 | Сідні Пікрем (CAN)     | 30 липня 2017   | Будапешт       |        |
| 21   | 4:33.01 | Еймі Віллмотт (GBR)    | 24 липня 2014   | Глазго         |        |
| 22   | 4:33.50 | Чжоу Мінь (CHN)        | 4 вересня 2013  | Шеньян         |        |
| 23   | 4:33.59 | Яна Клочкова (UKR)     | 16 вересня 2000 | Сідней         |        |
| 24   | 4:33.86 | Леа Сміт (USA)         | 29 червня 2017  | Індіанаполіс   |        |
| 25   | 4:33.96 | Галі Флікінджер (USA)  | 13 червня 2021  | Омаха          |        |

#### Нотатки
Нижче подано список інших часів, однакових або кращих за 4:33.96:
- Саммер Макінтош пропливла ще за 4:27.11 (2023), 4:28.61 (2022), 4:29.01 (2022), 4:29.12 (2022), 4:29.96 (2023), 4:32.04 (2022).
- Катінка Хоссу пропливла ще за 4:28.58 (2016), 4:29.33 (2017), 4:29.89 (2016), 4:30.31 (2009), 4:30.39 (2015, 2019), 4:30.41 (2013), 4:30.75 (2016), 4:30.90 (2016), 4:30.97 (2016), 4:31.03 (2014), 4:31.07 (2015), 4:31.53 (2014), 4:31.93 (2015), 4:32.25 (2016), 4:32.30 (2019), 4:32.33 (2016), 4:32.52 (2019), 4:32.68 (2016), 4:32.72 (2013), 4:32.78 (2015), 4:32.83 (2012), 4:32.87 (2019), 4:33.06 (2019), 4:33.49 (2012), 4:33.71 (2017), 4:33.76 (2012), 4:33.77 (2012, 2019), 4:33.80 (2014), 4:33.81 (2017), 4:33.83 (2019), 4:33.88 (2009, 2015), 4:33.90 (2017).
- Є Шивень пропливла ще за 4:30.84 (2014), 4:31.59 (2013), 4:31.73 (2012), 4:32.07 (2019), 4:32.97 (2014), 4:33.66 (2011), 4:33.79 (2010).
- Охасі Юї пропливла ще за 4:31.42 (2017), 4:32.08 (2021), 4:32.33 (2019), 4:32.57 (2019), 4:32.60 (2018), 4:33.02 (2019), 4:33.77 (2018), 4:33.81 (2019).
- Стефані Райс пропливла ще за 4:31.46 (2008), 4:32.29 (2009), 4:33.45 (2012).
- Елізабет Бейсел пропливла ще за 4:31.68 (2012), 4:31.69 (2013), 4:31.74 (2012), 4:31.78 (2011), 4:31.99 (2014), 4:32.87 (2008), 4:32.98 (2014), 4:33.52 (2014), 4:33.55 (2016).
- Майя Дірадо пропливла ще за 4:31.71 (2015), 4:32.70 (2013), 4:33.50 (2016), 4:33.73 (2016).
- Кейті Гофф пропливла ще за 4:31.71 (2008), 4:32.89 (2007).
- Кейлі Маккіон пропливла ще за 4:31.74 (2022), 4:32.73 (2020).
- Ганна Майлі пропливла ще за 4:31.76 (2014), 4:32.16 (2015), 4:32.54 (2016), 4:32.67 (2012), 4:32.72 (2009), 4:33.09 (2010), 4:33.24 (2008), 4:33.25 (2014), 4:33.40 (2016), 4:33.51 (2015), 4:33.74 (2016).
- Кейті Ґраймс пропливла ще за 4:31.81 (2023), 4:32.67 (2022), 4:33.80 (2023).
- Керсті Ковентрі пропливла ще за 4:32.12 (2009), 4:32.15 (2009).
- Мірея Бельмонте пропливла ще за 4:32.17 (2017), 4:32.39 (2016), 4:32.75 (2016), 4:32.92 (2014), 4:33.13 (2014), 4:33.42 (2016), 4:33.91 (2012).
- Лі Сюаньсюй пропливла ще за 4:32.91 (2012).
- Емма Веянт пропливла ще за 4:33.55 (2021), 4:33.81 (2021).
- Еймі Віллмотт пропливла ще за 4:33.64 (2014), 4:33.66 (2015).

### Жінки на короткій воді
- Актуально станом на грудень 2022[40]

| Міс. | Час     | Плавчиня               | Дата              | Місце     | Пос.   |
| ---- | ------- | ---------------------- | ----------------- | --------- | ------ |
| 1    | 4:18.48 | Саммер Макінтош (CAN)  | 14 грудня 2024    | Будапешт  |        |
| 2    | 4:18.94 | Мірея Бельмонте (ESP)  | 12 серпня 2017    | Ейндговен |        |
| 3    | 4:19.46 | Катінка Хоссу (HUN)    | 2 грудня 2015     | Нетанья   |        |
| 4    | 4:21.04 | Джулія Сміт (USA)      | 18 грудня 2009    | Манчестер |        |
| 5    | 4:21.49 | Саммер Макінтош (CAN)  | 29 жовтня 2022    | Торонто   | [ 42 ] |
| 6    | 4:22.73 | Охасі Юї (JPN)         | 10 листопада 2018 | Токіо     |        |
| 7    | 4:22.88 | Катерін Міклім (RSA)   | 22 листопада 2009 | Сінгапур  |        |
| 8    | 4:23.14 | Ганна Майлі (GBR)      | 12 грудня 2012    | Стамбул   |        |
| 9    | 4:23.33 | Є Шивень (CHN)         | 12 грудня 2012    | Стамбул   |        |
| 10   | 4:23.68 | Сідні Пікрем (CAN)     | 15 листопада 2020 | Будапешт  |        |
| 11   | 4:24.15 | Мелані Маргаліс (USA)  | 20 грудня 2019    | Лвс-Вегас |        |
| 12   | 4:24.31 | Даґні Кнутсон (USA)    | 18 грудня 2009    | Манчестер | [ 43 ] |
| 13   | 4:24.62 | Кейтлін Леверенз (USA) | 16 грудня 2011    | Атланта   |        |
| 14   | 4:25.37 | Еймі Віллмотт (GBR)    | 15 грудня 2013    | Гернінг   |        |
| 15   | 4:25.50 | Галі Флікінджер (USA)  | 22 листопада 2020 | Будапешт  |        |
| 16   | 4:25.55 | Тесса Чеплуча (CAN)    | 16 грудня 2021    | Абу-Дабі  | [ 44 ] |
| 17   | 4:25.56 | Елізабет Бейсел (USA)  | 3 грудня 2014     | Доха      |        |
| 18   | 4:25.61 | Жужанна Якабош (HUN)   | 25 листопада 2012 | Шартр     |        |
| 19   | 4:25.65 | Еббі Вуд (GBR)         | 15 листопада 2020 | Будапешт  |        |
| 20   | 4:26.06 | Алессія Філіппі (ITA)  | 14 грудня 2008    | Рієка     |        |
| 20   | 4:26.06 | Елла Істін (USA)       | 12 серпня 2017    | Ейндговен |        |
| 22   | 4:26.31 | Бейлі Ендісон (CAN)    | 5 вересня 2021    | Неаполь   |        |
| 24   | 4:26.41 | Фантін Лезаффр (FRA)   | 23 листопада 2019 | Лондон    |        |
| 25   | 4:26.42 | Мері-Софі Гарві (CAN)  | 16 грудня 2016    | Торонто   |        |
| 26   | 4:26.52 | Керсті Ковентрі (ZIM)  | 9 квітня 2008     | Манчестер |        |
| 26   | 4:26.52 | Ellen Walshe (IRE)     | 16 грудня 2021    | Абу-Дабі  | [ 44 ] |

#### Нотатки
Нижче подано список інших часів, однакових або кращих за 4:26.52:
- Катінка Хоссу пропливла ще за 4:19.75 (2015), 4:19.82 (2017), 4:20.83 (2014), 4:20.85 (2013), 4:21.05 (2014), 4:21.21 (2015), 4:21.40 (2018), 4:21.67 (2016), 4:21.91 (2018), 4:22.05 (2017), 4:22.06 (2014), 4:22.18 (2013), 4:22.94 (2014), 4:23.55 (2018), 4:23.59 (2018), 4:23.66 (2014), 4:23.67 (2014), 4:23.91 (2012), 4:24.02 (2018), 4:24.37 (2011), 4:24.69 (2013), 4:24.78 (2017), 4:25.03 (2016), 4:25.10 (2019), 4:25.13 (2016), 4:25.15 (2018), 4:25.18 (2017), 4:25.24 (2019), 4:25.33 (2014), 4:25.66 (2014), 4:25.68 (2018), 4:25.69 (2016), 4:25.88 (2017), 4:25.95 (2012), 4:25.97 (2013), 4:26.32 (2019).
- Мірея Бельмонте пропливла ще за 4:19.86 (2014), 4:21.23 (2013), 4:22.55 (2017), 4:22.68 (2014), 4:24.21 (2010), 4:24.55 (2011), 4:24.58 (2013), 4:25.06 (2008), 4:25.23 (2013), 4:25.85 (2014), 4:26.16 (2014).
- Охасі Юї пропливла ще за 4:23.25 (2020), 4:24.03 (2017), 4:24.87 (2020), 4:25.53 (2020), 4:25.84 (2020), 4:26.13 (2020).
- Ганна Майлі пропливла ще за 4:23.47 (2012), 4:24.51 (2009), 4:24.74 (2014), 4:25.66 (2009), 4:26.06 (2011).
- Мелані Маргаліс пропливла ще за 4:24.46 (2019), 4:25.48 (2020), 4:25.84 (2018).
- Є Шивень alsow swam 4:24.55 (2010).
- Сідні Пікрем пропливла ще за 4:24.84 (2020), 4:25.90 (2020).
- Джулія Сміт пропливла ще за 4:25.87 (2008).
- Бейлі Ендісон пропливла ще за 4:26.39 (2021).
- Саммер Макінтош пропливла ще за 4:26.44 (2021).
- Галі Флікінджер пропливла ще за 4:26.51 (2022).